# Адміністративний устрій Козятинського району
Адміністративний устрій Козятинського району — адміністративно-територіальний поділ Козятинського району Вінницької області на 2 селищні та 32 сільські ради, які об'єднують 71 населений пункт та підпорядковані Козятинській районній раді. Адміністративний центр — місто Козятин, яке має статус міста обласного значення, тому не входить до складу району.

## Список радКозятинського району
| №  | Назва                            | Центр               | Населені пункти                                                   | Площа км² | Місце за площею | Населення (2001), чол. | Місце за населенням |
| -- | -------------------------------- | ------------------- | ----------------------------------------------------------------- | --------- | --------------- | ---------------------- | ------------------- |
| 1  | Бродецька селищна рада           | смт Бродецьке       | смт Бродецьке с-ще Дубина                                         |           |                 |                        |                     |
| 2  | Глуховецька селищна рада         | смт Глухівці        | смт Глухівці с-ще Глухівці                                        |           |                 |                        |                     |
| 3  | Безіменська сільська рада        | с. Безіменне        | с. Безіменне с. Молодіжне с. Молотківці с. Хліборобне с. Чернички |           |                 |                        |                     |
| 4  | Білопільська сільська рада       | с. Білопілля        | с. Білопілля с. Селище                                            |           |                 |                        |                     |
| 5  | Вернигородоцька сільська рада    | с. Вернигородок     | с. Вернигородок с. Велике с. Верболози                            |           |                 |                        |                     |
| 6  | Вівсяницька сільська рада        | с. Вівсяники        | с. Вівсяники с. Мухувата                                          |           |                 |                        |                     |
| 7  | Вовчинецька сільська рада        | с. Вовчинець        | с. Вовчинець                                                      |           |                 |                        |                     |
| 8  | Воскодавинецька сільська рада    | с. Воскодавинці     | с. Воскодавинці                                                   |           |                 |                        |                     |
| 9  | Дубовомахаринецька сільська рада | с. Дубові Махаринці | с. Дубові Махаринці с. Блажіївка                                  |           |                 |                        |                     |
| 10 | Жежелівська сільська рада        | с. Жежелів          | с. Жежелів                                                        |           |                 |                        |                     |
| 11 | Журбинецька сільська рада        | с. Журбинці         | с. Журбинці                                                       |           |                 |                        |                     |
| 12 | Збаразька сільська рада          | с. Збараж           | с. Збараж                                                         |           |                 |                        |                     |
| 13 | Зозулинецька сільська рада       | с. Зозулинці        | с. Зозулинці с. Сошанське                                         |           |                 |                        |                     |
| 14 | Йосипівська сільська рада        | с. Йосипівка        | с. Йосипівка с. Малишівка                                         |           |                 |                        |                     |
| 15 | Кашперівська сільська рада       | с. Кашперівка       | с. Кашперівка                                                     |           |                 |                        |                     |
| 16 | Козятинська сільська рада        | с. Козятин          | с. Козятин с. Іванківці                                           |           |                 |                        |                     |
| 17 | Кордишівська сільська рада       | с. Кордишівка       | с. Кордишівка с. Королівка с. Прушинка                            |           |                 |                        |                     |
| 18 | Куманівська сільська рада        | с. Куманівка        | с. Куманівка с. Туча                                              |           |                 |                        |                     |
| 19 | Махаринецька сільська рада       | с. Махаринці        | с. Махаринці                                                      |           |                 |                        |                     |
| 20 | Махнівська сільська рада         | с. Махнівка         | с. Махнівка с. Марківці с. Медведівка с. Мшанець с-ще Садове      |           |                 |                        |                     |
| 21 | Миколаївська сільська рада       | с. Миколаївка       | с. Миколаївка с. Великий Степ с. Лопатин                          |           |                 |                        |                     |
| 22 | Михайлинська сільська рада       | с. Михайлин         | с. Михайлин с. Широка Гребля                                      |           |                 |                        |                     |
| 23 | Непедівська сільська рада        | с. Непедівка        | с. Непедівка с. Гурівці                                           |           |                 |                        |                     |
| 24 | Переможнянська сільська рада     | с. Перемога         | с. Перемога с. Немиринці                                          |           |                 |                        |                     |
| 25 | Пиковецька сільська рада         | с. Пиковець         | с. Пиковець с. Пустоха                                            |           |                 |                        |                     |
| 26 | Пляхівська сільська рада         | с. Пляхова          | с. Пляхова                                                        |           |                 |                        |                     |
| 27 | Поличинецька сільська рада       | с. Поличинці        | с. Поличинці с. Мала Клітинка                                     |           |                 |                        |                     |
| 28 | Пузирківська сільська рада       | с. Пузирки          | с. Пузирки с. Держанівка с. Панасівка                             |           |                 |                        |                     |
| 29 | Самгородоцька сільська рада      | с. Самгородок       | с. Самгородок с. Коритувата с. Красне с. Лозівка                  |           |                 |                        |                     |
| 30 | Сестринівська сільська рада      | с. Сестринівка      | с. Сестринівка                                                    |           |                 |                        |                     |
| 31 | Сокілецька сільська рада         | с. Сокілець         | с. Сокілець с. Сигнал с. Титусівка                                |           |                 |                        |                     |
| 32 | Тернівська сільська рада         | с. Тернівка         | с. Тернівка                                                       |           |                 |                        |                     |
| 33 | Флоріанівська сільська рада      | с. Флоріанівка      | с. Флоріанівка с. Рубанка                                         |           |                 |                        |                     |
| 34 | Юрівська сільська рада           | с. Юрівка           | с. Юрівка с. Листопадівка                                         |           |                 |                        |                     |

* Примітки: м. — місто, смт — селище міського типу, с. — село, с-ще — селище